# Jeffrey Albrecht
Jeffrey Carter Albrecht (ur. w 1973, zm. 3 września 2007 w Dallas) – amerykański klawiszowiec związany z zespołem New Bohemians. Podczas swojej kariery współpracował z Paulem Simonem i Edie Brickell. Został zastrzelony przez sąsiada swojej przyjaciółki.